# Nelly Quettier
Pour les articles homonymes, voir Quettier.
Nelly Quettier, née en 1957, est une monteuse de cinéma française. Elle a travaillé de manière régulière au montage des films de Claire Denis et Leos Carax.

## Filmographie
- 1981 : The French (documentaire) de William Klein
- 1985 : Strictement personnel de Pierre Jolivet
- 1986 : Cent francs l'amour de Jacques Richard
- 1986 : Mauvais Sang de Leos Carax
- 1988 : In extremis d'Olivier Lorsac
- 1991 : Les Amants du Pont-Neuf de Leos Carax
- 1993 : Coitado do Jorge de Jorge Silva Melo
- 1994 : Dans la vallée de la Wupper (The Neo-Fascist Trilogy: I. In the Valley of the Wupper) d'Amos Gitaï
- 1994 : J'ai pas sommeil de Claire Denis
- 1994 : The Neo-Fascist Trilogy: II. In the Name of the Duce d'Amos Gitaï
- 1994 : The Neo-Fascist Trilogy: III. Queen Mary d'Amos Gitaï
- 1996 : Y aura-t-il de la neige à Noël ? de Sandrine Veysset
- 1998 : Comédia infantil de Solveig Nordlund
- 1999 : Pola X de Leos Carax
- 1999 : Beau Travail de Claire Denis
- 2001 : Trouble Every Day de Claire Denis
- 2001 : Martha... Martha de Sandrine Veysset
- 2002 : Vendredi soir de Claire Denis
- 2003 : Histoire d'un secret de Mariana Otero
- 2004 : Dans les champs de bataille (Maarek hob) de Danielle Arbid
- 2004 : L'Intrus de Claire Denis
- 2007 : Un homme perdu de Danielle Arbid
- 2010 : C'est ici que je vis (Petit indi) de Marc Recha
- 2011 : E-Love (téléfilm) d'Anne Villacèque
- 2012 : L'Enfant d'en haut d'Ursula Meier
- 2012 : Holy Motors de Leos Carax
- 2014 : Week-ends d'Anne Villacèque
- 2015 : Amnesia de Barbet Schroeder
- 2015 : The Miracle of Tekir de Ruxandra Zenide
- 2016 : Tour de France de Rachid Djaïdani
- 2019 : Banlieusards de Kery James et Leïla Sy
- 2021 : Annette de Leos Carax
- 2022 : La Ligne d'Ursula Meier
- 2024 : Allégorie citadine d'Alice Rohrwacher et JR

## Distinctions

### Récompenses
- 1992 : Prix du cinéma européen du meilleur montage pour Les Amants du Pont-Neuf
- César 2022 : César du meilleur montage pour Annette

### Nomination
- César 2013 : César du meilleur montage pour Holy Motors